# مراد بن حمیده
مراد بن حمیده (عربی: مراد بن حميدة؛ زادهٔ ۱۸ ژانویهٔ ۱۹۸۶) بازیکن فوتبال اهل فرانسه است.
از باشگاه‌هایی که در آن بازی کرده‌است می‌توان به باشگاه فوتبال آفریقایی، باشگاه فوتبال مون‌پلیه و باشگاه فوتبال المپیک لیون اشاره کرد.
وی همچنین در تیم‌های ملی فوتبال فرانسه، بازی کرده‌است.